# Obwód Wojska Dońskiego

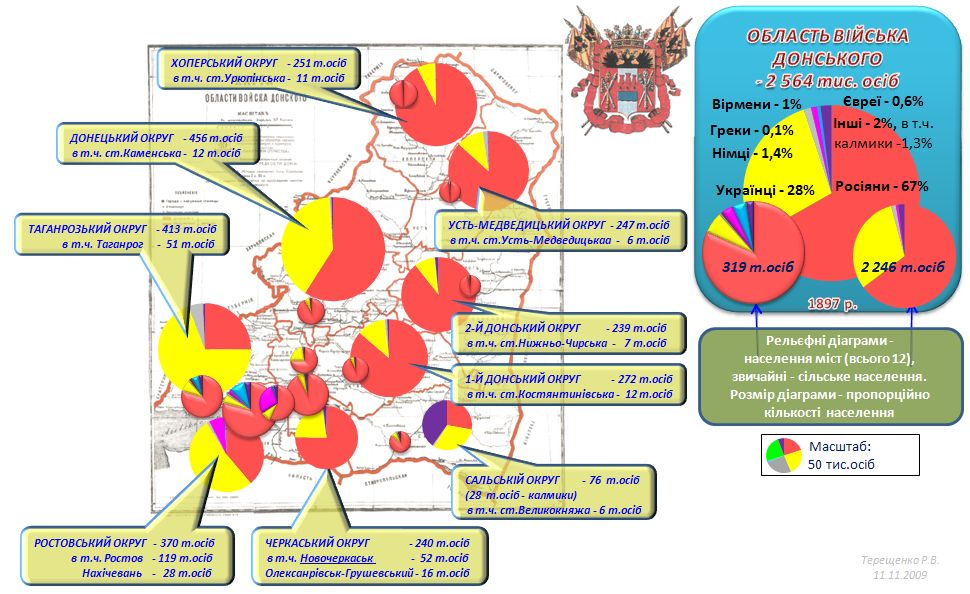
Mapa etnograficzna Obwodu Wojska Dońskiego według spisu 1897

Obwód Wojska Dońskiego, określany także jako Kraj Wojska Dońskiego (ros. Область Войска Донского, Obłast’ Wojska Donskogo) – wydzielona administracyjnie dla Kozaków dońskich część dawnego Imperium Rosyjskiego. Kraj znajdował się na południu Rosji, dziś większość jego terenów należy do obwodu rostowskiego. Głównym miastem kraju był najpierw Czerkask, a następnie od 1806 Nowoczerkask.

## Historia
Prowincja obejmowała ziemie zamieszkiwane przez podległych caratowi Kozaków dońskich, świetnych żołnierzy, wielokrotnie wsławiających się męstwem i walecznością w licznych wojnach prowadzonych przez carską Rosję. Kozacy dońscy byli potomkami zbiegłych chłopów i (rzadziej) szlachciców, którzy na początku XVI wieku zaczęli zasiedlać pustkowia między Rosją, Persją a Imperium Osmańskim. Początkowo byli w zasadzie niezależni, utrzymywali się z myślistwa, rybołówstwa i grabieżczych najazdów (głównie na muzułmanów). Z czasem władze carskie zaczęły ograniczać ich niezależność wcielając formacje kozackie do regularnych wojsk. Od 1786 terytorium przez nich zamieszkiwane nazywano Ziemią Wojska Dońskiego (Zemla Wojska Donskogo), a w 1870 nazwę zmieniono na Obwód Wojska Dońskiego. W 1887 do Obwodu przyłączono z guberni katerynosławskiej Rostów nad Donem i Taganrog z powiatami.
Z czasem Kozacy stali się jedną z podpór caratu, w zamian za wierną służbę otrzymywali stosunkowo duże nadania ziemskie nad Donem. W latach 20. XX wieku posiadali 13 z 17 milionów hektarów ziemi ornej w tym regionie, przy czym średnie gospodarstwo liczyło sobie 12 hektarów, czyli dwa razy więcej niż w centralnej Rosji. Kraj zamieszkiwany był wówczas przez około 3 800 000 ludzi, z czego Kozacy stanowili 55%. Pozostałą część ludności stanowili głównie napływowi chłopi z których większość nie posiadała ziemi i zmuszona była pracować w gospodarstwach kozackich. Zwano ich inogorodni.
W czasie rosyjskiej wojny domowej Kozacy dońscy działali w sojuszu z białymi – z Armią Ochotniczą dowodzoną przez Ławra Korniłowa i Michaiła Aleksiejewa, bojąc się, iż bolszewicy odbiorą im ziemię. Po zwycięstwie bolszewików i podjętym przez nich procesie eliminacji Kozaków dońskich zwanym rozkozaczaniem Kraj Wojska Dońskiego został zlikwidowany. Miało to miejsce w 1920. Większość jego terenów weszła w skład nowo utworzonego okręgu dońskiego, stanowiącego część Kraju Północnokaukaskiego.

## Demografia
W 1897 obwód obejmował powierzchnię 152 700 km² i liczył 2,5 mln mieszkańców, z tego 1 712 898 Rosjan i 719 655 Ukraińców. 320 000 ludzi mieszkało w miastach (z czego 260 272 – Rosjanie, 20 958 – Ukraińcy). Obwód od północy graniczył z guberniami woroneską i saratowską, od wschodu z saratowską i astrachańską, od południa z gubernią stawropolską, obwodem kubańskim i Morzem Azowskim, od zachodu z guberniami: katerynosławską, charkowską i woroneską.
Narodowości Obwodu w okręgach według deklarowanego języka ojczystego 1897
| Okręg           | Rosjanie | Ukraińcy | Niemcy | Kałmucy | Ormianie | Żydzi | Białorusini | Polacy |
| --------------- | -------- | -------- | ------ | ------- | -------- | ----- | ----------- | ------ |
| Cały obwód      | 66,8%    | 28,1%    | 1,4%   | 1,3%    | 1,1%     | 0,6%  | 0,4%        | 0,1%   |
| Doniecki        | 60,0%    | 38,9%    | 0,5%   | …       | …        | …     | 0,3%        | …      |
| Doński 1        | 86,6%    | 11,6%    | 0,9%   | 0,4%    | …        | …     | 0,2%        | …      |
| Doński 2        | 89,6%    | 8,7%     | 0,2%   | 0,9%    | …        | …     | 0,5%        | …      |
| Rostowski       | 53,3%    | 33,6%    | 1,0%   | …       | 6,9%     | 3,3%  | 0,4%        | 0,5%   |
| Salski          | 32,1%    | 29,3%    | 1,0%   | 36,8%   | …        | …     | 0,4%        | …      |
| Taganroski      | 31,7%    | 61,7%    | 4,6%   | …       | …        | 0,7%  | 0,3%        | 0,2%   |
| Ust-Medwiedicki | 87,0%    | 10,6%    | 2,0%   | …       | …        | …     | 0,1%        | …      |
| Chopiorski      | 92,8%    | 6,8%     | 0,3%   | …       | …        | …     | …           | …      |
| Czerkaski       | 78,9%    | 18,9%    | 0,2%   | 0,1%    | 0,3%     | …     | 1,0%        | 0,1%   |